# جون فاسكيز (لاعب كرة قدم)
جون فاسكيز (بالإسبانية: Johan Vásquez)‏ هو مدرب كرة قدم ولاعب كرة قدم بيروفي في مركز الوسط، ولد في 8 أكتوبر 1984 في ليما في بيرو. شارك مع منتخب بيرو لكرة القدم. أما مع النوادي، فقد لعب مع سيينسيانو ونادي يونيفرسيتاريو.

## وصلات خارجية
- جون فاسكيز (لاعب كرة قدم) على موقع إي إس بي إن إف سي (الإنجليزية)
- جون فاسكيز (لاعب كرة قدم) على موقع قاعدة بيانات كرة القدم.إي يو (الإنجليزية)
- جون فاسكيز (لاعب كرة قدم) على موقع ناشيونال فوتبول تيمز (الإنجليزية)